# 現代の経営
現代の経営（げんだいのけいえい）は、1963年4月6日から1968年3月31日までNHK教育テレビで放送されたテレビ番組である。

## 概要
新しい企業経営の進むべき方向や解決すべき諸問題について、日本経済界の一流企業の経営者と経営学者や中堅ビジネスマンが討論する番組であった。

## 放送時間
- 1963年4月 - 1964年3月：土曜日 23:00 - 23:25
- 1964年4月 - 1965年3月：土曜日 22:50 - 23:20
- 1965年4月 - 1966年3月：日曜日 19:30 - 20:00
- 1966年4月 - 1968年3月：日曜日 08:00 - 08:30

## 主な出演者
- 野田一夫（立教大学）
- 坂本藤良（経営評論家）
- 田島義博（学習院大学）
- 松田武彦（東京工業大学）
- 岡本康雄（東京外国語大学）
- 武山泰雄（日本経済新聞）
- 笠原英二（慶應義塾大学）
- 宇野政雄（早稲田大学）

## 経営者ゲスト
- 倉田主税（日立製作所）
- 松下幸之助（松下電器産業）
- 田代茂樹（東洋レーヨン）
- 石田退三（トヨタ自動車工業）
- 金子佐一郎（十条製紙）
- 井深大（ソニー）
- 原安三郎（日本化薬）
- 川又克二（日産自動車）
- 盛田昭夫（ソニー）
- 土光敏夫（東芝）
- 木川田一隆（東京電力）
- 永野重雄（富士製鉄）
- 水上達三（三井物産）
- 五島昇（東京急行電鉄）
- 渡辺文蔵（味の素）
- 佐治敬三（サントリー）

## 主なテーマ
- 年功序列の行方
- 企業の責任体制
- 国際市場と企業活動
- 情報管理体制
- 長期計画と総合調整
- 輸出マーケティング
- 生産の効果測定
- 国際化時代
- トップマネージメント
- 研究開発
- マーケティング
- 企業組織

## 関連番組
- 新しい中小企業
- これからの中小企業